# Teodor Bartuś
Teodor Bartuś (ur. 17 sierpnia 1902, zm. po 1939) – adwokat. Członek POW, powstaniec śląski. Ławnik miasta Rudy Śląskiej, czynny w organizacjach społecznych. Członek OZN. Poseł na Sejm II Rzeczypospolitej V kadencji.